# Ettmarshausen
Ettmarshausen is een nederzetting in de Duitse gemeente Barchfeld-Immelborn in het Wartburgkreis in Thüringen. De plaats wordt voor het eerst genoemd in  1330. Het dorp maakte sinds 1938 deel uit van de gemeente Immelborn die in 2012 fuseerde met Barchfeld.